# آيت مولود (آيت ايزي)
آيت مولود هو دُوَّار يقع بجماعة حودران، إقليم الخميسات، جهة الرباط سلا القنيطرة في المملكة المغربية. ينتمي الدوّار لمشيخة آيت ايزي التي تضم 7 دواوير. يقدر عدد سكانه بـ 404 نسمة حسب الإحصاء الرسمي للسكان والسكنى لسنة 2004.

## وصلات خارجية
- البوابة الوطنية للجماعات الترابية
- المندوبية السامية للتخطيط